# Chironomus major
Chironomus major är en tvåvingeart som beskrevs av Wulker och Bulter 1983. Chironomus major ingår i släktet Chironomus och familjen fjädermyggor. Inga underarter finns listade i Catalogue of Life.